# Piccolo Giro di Lombardia 2015
Il Piccolo Giro di Lombardia 2015, ottantasettesima edizione della corsa e valida come evento dell'UCI Europe Tour 2015 categoria 1.2U, si svolse il 3 ottobre 2015 su un percorso di 164,1 km con partenza ed arrivo da Oggiono. Fu vinto dall'italiano Fausto Masnada, al traguardo con il tempo di 4h01'25" alla media di 40,78 km/h, davanti ad un altro italiano Giulio Ciccone e terzo l'olandese Martijn Tusveld.
Partenza con 170 ciclisti, dei quali 44 completarono la gara.

## Ordine d'arrivo (Top 10)
| Pos. | Corridore        | Squadra        | Tempo    |
| ---- | ---------------- | -------------- | -------- |
| 1    | Fausto Masnada   | Team Colpack   | 4h01'25" |
| 2    | Giulio Ciccone   | Team Colpack   | s.t.     |
| 3    | Martijn Tusveld  | Rabobank DT    | a 52"    |
| 4    | Lennard Hofstede | Rabobank DT    | a 54"    |
| 5    | Simone Petilli   | Unieuro-Wilier | a 58"    |
| 6    | Jan Maas         | Rabobank DT    | a 1'03"  |
| 7    | Jeroen Meijers   | Rabobank DT    | a 2'03"  |
| 8    | Roland Thalmann  | Roth-Skoda     | s.t.     |
| 9    | Jordi Warlop     | EFC-Etixx      | s.t.     |
| 10   | Davide Ballerini | Unieuro-Wilier | s.t.     |